# Fairburn, England
Fairburn är en ort och civil parish i Storbritannien.   Den ligger i grevskapet North Yorkshire och riksdelen England, i den centrala delen av landet, 260 km norr om huvudstaden London. Fairburn ligger 36 meter över havet och antalet invånare är 426.
Terrängen runt Fairburn är platt, och sluttar österut. Runt Fairburn är det ganska tätbefolkat, med 214 invånare per kvadratkilometer. Närmaste större samhälle är Leeds, 18,3 km väster om Fairburn. Trakten runt Fairburn består till största delen av jordbruksmark.